# Ryszard Chlebda
Ryszard Chlebda (ur. 1964) – polski hokeista.

## Kariera
- Podhale Nowy Targ (wychowanek, do 1990)
- Cracovia (1990-1991)
- STS Sanok (1991)
- EHC Leopoldstadt (1992–1993)

Wychowanek Podhala Nowy Targ. W listopadzie 1991 był anonsowany jako nowy zawodnik STS Sanok w II lidze 1991/1992. W sezonie 1992/1993 grał w austriackim zespole EHC Leopoldstadt.